# Атлетико Сеаренсе
«Атле́тико Сеа́ренсе» (порт. Futebol Clube Atlético Cearense) — бразильский футбольный клуб из города Форталеза. До 2017 года называлась «Уникли́ник».

## История
Клуб был образован в Форталезе 7 марта 1997 года под названием «Тренировочный центр „Униклиник“» (Centro de Treinamento Uniclinic). В 1998 году команда выиграла второй дивизион чемпионата штата Сеара. В 2008 году клуб сменил своё юридическое название, став «Атлетическим клубом „Униклиник“» (Uniclinic Atlético Clube). В 2016 году команда дебютировала в бразильской Серии D. До этого года «Униклиник» выступал в форме жёлтого, фиолетового и белого цветов. В 2016 году клубными цветами стали синий и белый.
В конце 2017 года главным спонсором и владельцем клуба стал футболист московского «Локомотива» Ари. В 2018 году название клуба изменилось на «Атлетико Сеаренсе». Талисман клуба, как и прозвище «Орлы Прекабуры», остались неизменными; орёл остался и на новом логотипе клуба. Клубные цвета поменялись — красный, чёрный и белый — это те цвета, которые в разных сочетаниях присутствовали в командах Ари в европейский период его карьеры («Кальмар», АЗ, «Спартак», «Краснодар», «Локомотив» и сборная России), кроме того, Ари с детства является болельщиком «Фламенго».
В 2020 году президент «Атлетико Сеаренсе» Мария Жозе Виейра (единственная женщина-президент футбольного клуба в штате Сеара) заявила, что клуб в основном содержится на средства Ари.
17 октября 2021 года «Атлетико Сеаренсе» обыграл в ответном матче 1/4 финала Серии D в серии пенальти «Ферровиарию» (Араракуара) со счётом 3:4, и вышел в полуфинал турнира (соперники дважды сыграли вничью — 1:1 и 0:0). Таким образом, «Атлетико Сеаренсе» впервые в истории завоевал путёвку в третий эшелон бразильского футбола — Серию C (вне зависимости от результатов полуфинальных и возможных финальных игр).
В 2022 году команда впервые в истории выступила в Серии C, однако по итогам сезона заняла 17-е место и вылетела обратно в Серию D.
Клубу принадлежит небольшой стадион «Антониу Круз» на 3 000 зрителей, используемый для тренировок. Профессиональная команда играет на стадионе «Президент Варгас», вмещающем 20 268 зрителей.

## Достижения
- Вице-чемпион штата Сеара (1): 2016
- Победитель Серии B чемпионата штата Сеара (1): 1998

## Сезоны в чемпионатах Бразилии
- Серия С (1): 2022
- Серия D (4): 2016, 2019, 2021, 2023